# Championnat d'Irlande du Nord de football 1977-1978
Navigation
Édition précédente Édition suivante
Le 76e Championnat d'Irlande du Nord de football se déroule en 1977-1978. Linfield FC remporte son trente et unième de champion d’Irlande du Nord avec six points d’avance sur le deuxième Glentoran FC. Glenavon FC, complète le podium.  Linfield réussit aussi le doublé Coupe/Championnat en reportant la Coupe d'Irlande du Nord de football avec une victoire en finale par 3 buts à 1 contre Ballymena United
Avec 17 buts marqués,   Warren Feeney de Glentoran FC remporte le titre de meilleur buteur de la compétition.

## Les 12 clubs participants
| Club             | Stade                 | Capacité | Ville       |
| ---------------- | --------------------- | -------- | ----------- |
| Ards FC          | Castlereagh Park      |          | Newtownards |
| Ballymena United | The Showgrounds       |          | Ballymena   |
| Bangor FC        | Clandeboye Park       |          | Bangor      |
| Cliftonville FC  | Solitude              |          | Belfast     |
| Coleraine FC     | The Showgrounds       |          | Coleraine   |
| Crusaders FC     | Seaview               |          | Belfast     |
| Distillery FC    | New Grosvenor Stadium |          | Lisburn     |
| Glenavon FC      | Mourneview Park       |          | Lurgan      |
| Glentoran FC     | The Oval              |          | Belfast     |
| Larne FC         | Inver Park            |          | Drumahoe    |
| Linfield FC      | Windsor Park          |          | Belfast     |
| Portadown FC     | Shamrock Park         |          | Portadown   |

## Compétition

### Classement
Le classement est établi sur le barème de points classique (victoire à 2 points, match nul à 1, défaite à 0).
| Rang | Équipe           | Pts | J  | G  | N | P  | Bp | Bc | Diff |
| ---- | ---------------- | --- | -- | -- | - | -- | -- | -- | ---- |
| 1    | Linfield FC C    | 40  | 22 | 19 | 2 | 1  | 65 | 22 | +43  |
| 2    | Glentoran FC T   | 34  | 22 | 15 | 4 | 3  | 59 | 22 | +37  |
| 3    | Glenavon FC      | 28  | 22 | 13 | 2 | 7  | 41 | 30 | +11  |
| 4    | Cliftonville FC  | 25  | 22 | 10 | 5 | 7  | 34 | 38 | -4   |
| 5    | Portadown FC     | 21  | 22 | 8  | 5 | 9  | 42 | 34 | +8   |
| 6    | Larne FC         | 21  | 22 | 10 | 1 | 11 | 31 | 31 | 0    |
| 7    | Ards FC          | 21  | 22 | 9  | 3 | 10 | 38 | 41 | -3   |
| 8    | Coleraine FC     | 19  | 22 | 8  | 3 | 11 | 34 | 41 | -7   |
| 9    | Distillery FC    | 16  | 22 | 6  | 4 | 12 | 32 | 59 | -27  |
| 10   | Crusaders FC     | 15  | 22 | 6  | 3 | 13 | 24 | 46 | -22  |
| 11   | Bangor FC        | 14  | 22 | 4  | 5 | 13 | 22 | 36 | -14  |
| 12   | Ballymena United | 10  | 22 | 4  | 2 | 16 | 22 | 44 | -22  |

| Légende : Qualifications et relégations | Légende : Qualifications et relégations                                      |
| --------------------------------------- | ---------------------------------------------------------------------------- |
|                                         | Coupe d'Europe des Clubs champions 1978-1979                                 |
|                                         | Coupe d'Europe des vainqueurs de coupe 1978-1979                             |
|                                         | Coupe UEFA 1978-1979                                                         |
|                                         | Relégation en deuxième division                                              |
|                                         | T : Tenant du titre C : Vainqueurs de la Coupe d'Irlande du Nord de football |

## Bilan de la saison
| Tableau d'Honneur                         |             |
| Compétition                               | Vainqueur   |
| Championnat d'Irlande du Nord de football | Linfield FC |
| Coupe d'Irlande du Nord de football       | Linfield FC |

| Promotions et relégations |       |
| Relégués                  | Aucun |
| Promus                    | Aucun |

## Statistiques

### Meilleur buteur
- Warren Feeney, Glentoran FC, 17 buts